# Love Lust Faith + Dreams
Love Lust Faith + Dreams är rockbandet 30 Seconds to Mars fjärde studioalbum som släpptes den 17 maj 2013. När albumet kom ut hamnade den på plats 53 på Sverigetopplistan, och var som bäst på plats 36 under tre veckor.

## Koncept
Love Lust Faith + Dreams är ett konceptalbum som kretsar runt de teman som albumet är uppkallat efter. Albumet är indelat i fyra delar: love (kärlek), lust, faith (tro) och dreams (drömmar). Början av varje del anges av en kvinnlig röst som utropar namnet på delen före början av en låt eller i slutet av ett mellanspel som introducerar nästa del av albumet.
Love omfattar albumets inledande spår, "Birth" och "Conquistador", och fortsätter sedan med Lust som innehåller "Up in the Air", "City of Angels", "The Race" och "End of All Days", som utgör den största delen av albumet. Faith introduceras genom "Pyres of Varanasi" och som fortsätter med "Bright Lights" och "Do or Die", medan den sista delen av albumet är Dreams som börjar med "Convergence" och avslutas med "Northern Lights" och "Depuis Le Début."
Framsidan för Love Lust Faith + Dreams presenterar Damien Hirst gloss-on-canvas konstverk från 2011 med titeln "Isonicotinic Acid Ethyl Ester." Målningen är en del av Hirst prick-serie. Ett andra konstverk från Hirst, med titeln "Monochromatic Sectors from Primary, Secondary & Tertiary Colour Ring, Dark Centre," finns på själva CD:n.

## Singlar
- "Up in the Air" släpptes som den ledande singeln från albumet den 19 mars 2013. En CD-kopia av singeln skickades till NASA och SpaceX för uppskjutning ombord på rymdskeppet Dragon på SpaceX CRS-2.[12] Uppdraget inleddes ovanpå en Falcon 9-raket den 1 mars och skickade den första kommersiella kopian av musik ut i rymden. Rymdfarkosten förtöjdes och dockade med den internationella rymdstationen ISS den 3 mars, vilket gjorde singeln tillgänglig att spelas av besättningen Expedition 35 ombord på stationen. Låten gjorde sin globala debut ombord på stationen den 18 mars och släpptes som en digital nedladdning på iTunes dagen efter.[13] Musikvideon släpptes den 19 april 2013 på Vevo.[14]
- "City of Angels" släpptes den 23 juli 2013 som en PR singel på olika radio stationer i USA. Den 23 augusti 2013 släppes en lyrics video på bandets VEVO-kanal.[15]
- "Do or Die" släpptes som singel den 9 september 2013. Den 5 augusti 2013 släpptes musikvideon på VEVO och innehåller filmklipp från deras Summer European Tour, bl.a. från Gröna Lund där de hade en konsert den 19 juni 2013.[16]

## Spårlista
Alla låtar är skrivna och komponerade av Jared Leto förutom Convergence som är skriven och komponerad av Shannon Leto.
| Nr           | Titel             | Producent(er)         | Längd |
| ------------ | ----------------- | --------------------- | ----- |
| 1.           | Birth             | Leto, Michael Joyce   | 2:07  |
| 2.           | Conquistador      | Leto                  | 3:12  |
| 3.           | Up in the Air     | Leto, Patrick Nissley | 4:36  |
| 4.           | City of Angels    | Leto                  | 5:02  |
| 5.           | The Race          | Leto, Cory Enemy      | 3:40  |
| 6.           | End of All Days   | Leto, Jacob Plant     | 4:51  |
| 7.           | Pyres of Varanasi | Leto                  | 3:12  |
| 8.           | Bright Lights     | Leto, Morgan Kibby    | 4:46  |
| 9.           | Do or Die         | Leto                  | 4:07  |
| 10.          | Convergence       | Leto                  | 2:00  |
| 11.          | Northern Lights   | Leto                  | 4:44  |
| 12.          | Depuis Le Début   | Leto                  | 2:33  |
| Total längd: | Total längd:      | Total längd:          | 44:50 |

| 13. | Night of the Hunter (Shannon Leto remix) | 6:28 |

| 1. | Mars 300: Tribus Centum Numerarae |  |
| 2. | Middle East                       |  |
| 3. | Paris                             |  |

## Musiker
- Jared Leto − sång, gitarr, basgitarr, keyboard, synthesizer
- Shannon Leto − trummor, synthesizer
- Tomo Miličević − gitarr, basgitarr, keyboard, synthesizer, violin